# Yisrael Beytenu
Yisrael Beiteinu (hebraisk: ישראל ביתנו, direkte oversat: Israel er vort hjem) er et højreorienteret nationalistisk politisk parti i Israel. Partiet blev grundlagt i 1999 af Avigdor Lieberman, der stadig er dets formand.
Partiets forbillede er Zeev Jabotinsky, der grundlagde den revisionistiske zionisme. Partiet modsætte sig integration af arabere i det israelske samfund og ønsker en tostatsløsning på Israel-Palæstina konflikten, hvor en palæstinensisk stat oprettes, og de overvejende arabiske områder i Israel byttes med jødiske bosættelser på Vestbredden. En stor del af partiets vælgerbase udgøres af sekulære russisktalende jøder med rødder i det tidligere Sovjetunionen samt drusere i Golanhøjderne, der modsætter sig, at området bliver en del af Syrien.
Ved valget til Knesset i april 2019 fik partiet fem mandater, og ved valget i september 2019 får det ifølge foreløbige prognoser ni pladser i parlamentet.